# AiON
AiON (japanisch 碧海のAiON Hekikai no AiON, deutsch ‚AiON von der blauen See‘) ist eine Mangaserie der japanischen Zeichnerin Yuna Kagesaki, die von 2008 bis 2012 in Japan erschien. Die Serie ist in die Genre Fantasy, Mystery und Horror einzuordnen.

## Inhalt
Der Oberschüler Tatsuya Tsugawa (津川 達哉) verliert bei einem Unfall seine Eltern und erbt deren Millionenvermögen. Nun lebt er mit seinem Onkel und seiner Tante in der ehemals elterlichen Villa. Sein Vater hatte Tatsuya aufgetragen, ein charakterstarker Mann zu werden. So will er dem Mädchen Seine Miyazaki (宮崎 星音) helfen, das oft geschlagen wird. Doch Seine weist seine Hilfe zunächst ab, für Tatsuyas Mitschüler ist sie eine Masochistin.
Seine bekämpft aus dem Meer kommende wurmähnliche Monster (蟲, mushi), die von Menschen Besitz ergreifen und negativ beeinflussen. Dabei hilft ihr AiON, ein schlangenförmiges Geschöpf, das in ihrem Körper wohnt. Zudem besteht zwischen Seine und den Monstern eine instinktive Mordlust. Es stellt sich heraus, dass Tatsuyas Tante und Onkel von diesen Monstern besessen sind und es auf sein Erbe abgesehen haben, so dass Seine diese Würmer beseitigt. Dabei lässt sich Seine immer zuerst von dem Wirt „töten“, da ansonsten die unerfüllte Mordlust in dem Wirt verbleibt, wenn der Wurm entfernt wird.
Seine, die bisher in einem Kartonhaus im Park gehaust hat, zieht schließlich in Tatsuyas Villa ein. Sie freunden sich an und entwickeln auch tiefere Gefühle füreinander. Aber immer wieder werden sie mit Angriffen der Würmer konfrontiert. Hinter den Würmern stehen Nixen, die das eigentliche Ziel Seines sind, da sie diese für den Tod ihres Adoptivvaters Simon verantwortlich macht.

## Veröffentlichung
Die Serie erschien von August 2008 bis Juli 2012 in Einzelkapiteln im Manga-Magazin Monthly Dragon Age des Verlags Fujimi Shobō in Japan. Die Kapitel wurden auch in elf Sammelbänden herausgebracht. Die vollständige deutsche Veröffentlichung erfolgte von Januar 2012 bis April 2014 beim Carlsen Verlag. Bei Tokyopop erscheint eine englische Übersetzung in Nordamerika, Kadokawa Media vertreibt den Manga auf Taiwan.